# Estońscy posłowie do Parlamentu Europejskiego 2004–2009
Estońscy posłowie VI kadencji do Parlamentu Europejskiego zostali wybrani w wyborach przeprowadzonych 13 czerwca 2004.

## Lista posłów
Wybrani z listy Partii Socjaldemokratycznej
- Marianne Mikko
- Katrin Saks, poseł do PE od 9 października 2006
- Andres Tarand

Wybrana z listy Partii Centrum
- Siiri Oviir

Wybrany z listy Partii Reform
- Toomas Savi

Wybrany z listy Unia Pro Patria i Res Publica
- Tunne Kelam

Byli posłowie VI kadencji do PE
- Toomas Hendrik Ilves (wybrany z listy Partii Socjaldemokratycznej), do 8 października 2006, zrzeczenie